# Wolf Mother (película)
Wolf Mother es una película estadounidense de suspenso y crimen de 2016, dirigida por Erik Peter Carlson, que a su vez la escribió, musicalizada por Nathaniel Levisay, en la fotografía estuvieron Dustin Supencheck y Mike Testin, los protagonistas son Tom Sizemore, Douglas Bennett y Mary Carey, entre otros. El filme fue producido por Riding Hood Motion Pictures y se estrenó el 2 de junio de 2016.

## Sinopsis
Tratando de enmendar su pasado criminal; una estrella de Hollywood, que ahora es una prostituta, y un ladrón insignificante y misógino, van a intentar resolver juntos un caso de rapto de nenes de alto perfil en San Francisco.